# ニック・スルニチェク

ニック・スルニチェク（Nick Srnicek、1982年 - ）は、カナダ出身の哲学者、著述家。左派政治理論についての著作で知られる。
カナダのウェスタンオンタリオ大学で心理学と哲学を二重専攻し 、2007年に同大学修士課程を修了。その後ロンドン・スクール・オブ・エコノミクスの博士課程に進学し、2013年に学位論文「複雑性の表象――世界政治の唯物論的構成（Representing complexity: the material construction of world politics）」を書き上げた。現在、シティ大学ロンドンとウェストミンスター大学で客員講師を務める。
スルニチェクは加速主義（accelerationism）の哲学と関連付けられる。

アレックス・ウィリアムズ（Alex Williams）と共に2013年にネット上で発表し、多方面に影響をあたえた『加速派政治宣言』（Manifesto for an Accelerationist Politics）で有名である。

## 著作
- Platform Capitalism (Polity, 2016)
- with Alex Williams, Inventing the Future: Postcapitalism and a World Without Work (Verso, 2015)
- with Alex Williams, '#ACCELERATE: Manifesto for an accelerationist politics', in Dark Trajectories: Politics of the Outside, ed. by Joshua Johnson (New York: Name Publications, 2013), pp. 135-55, https://www.academia.edu/2379428
- (ed., with Levi Bryant and Graham Harman), The Speculative Turn: Continental Materialism and Realism (Re.press, 2011)
- 『プラットフォーム資本主義』　大橋完太郎+居村匠訳、人文書院、2022年

## 関連文献
- ニック・スルニチェク+アレックス・ウィリアムズ「加速派政治宣言」、水嶋一憲+渡邉雄介訳、『現代思想　2018年1月号　特集=現代思想の総展望2018』、青土社、2017年
- 水嶋一憲+ケイン樹里安+妹尾麻美+山本泰三編著、金 埈永+宇田川敦史+久保友香+佐幸信介+山川俊和+中野 理+水越 伸+勝野正博著  『プラットフォーム資本主義を解読する：スマートフォンからみえてくる現代社会』、 ナカニシヤ出版、2023年